# Підготовка виїмкових стовпів
Підготовка виїмкових стовпів (рос. подготовка выемочных столбов, англ. preparation of extraction pillars, нім. Vorrichtung f der Abbaupfeiler) – полягає в проведенні виїмкових виробок, що оконтурюють стовпи в масиві. 
Застосовується при системах розробки довгими стовпами, полягає у:
- проведенні польових або рудних панельних штреків, панельних підняттєвих виробок різноманітного призначення, рудоспусків і свердловин дільничного значення.
- проведенні виробок відкотного горизонту і вентиляційно-закладних виробок.

Обумовлює вибір: 
- способу проведення виїмкових виробок;
- напрямку проведення виробок відносно ізогіпс залягання пласта;
- способу підготовки стовпів.

Виїмкові виробки здебільшого проводяться вузьким вибоєм, що дозволяє використовувати високопродуктивну прохідницьку техніку і скорочує час підготовки стовпів. Вибір напрямку проведення виробок залежить від гірничо-геологічних та гірничо-технічних умов розробки пласта. Виробки можуть проводитись прямолінійно або за ізогіпсами. При відносно спокійній гіпсометрії, значному навантаженню на очисний вибій, що зумовлює використання стрічкових конвеєрів, штреки проводять прямолінійно. При складній гіпсометрії штреки доцільно проводити за ізогіпсою. При погоризонтній підготовці шахтного поля виймальні виробки проводяться прямолінійно за падінням чи підняттям, а на крутих пла-стах - за ізогіпсою. 
Застосовуються такі способи підготовки стовпів при виїмці за простяганням (рис.): 
- проведенням транспортного та вентиляційного штреків (а);
- проведенням транспортного та повторним використанням як вентиляційного колишнього транспортного штреку (б);
- проведенням здвоєних штреків (в);
- проведенням спарених штреків (г);
- комбінованим проведенням штреків (д).

Спосіб (а) дає змогу в крилі панелі вести підготовку нового стовпа одночасно з очисною виїмкою, але водночас вентиляційний штрек на половині своєї довжини зазнає впливу тимчасового опорного тиску верхньої лави, а після проходження очисних робіт залишається в зоні стаціонарного опорного тиску, що значно збільшує витрати на його підтримання. Умови застосування способу: невелика глибина робіт, стійкі бокові породи, малоцінне вугілля. 
Спосіб (б) застосовується на пластах з породами підошви, не схильними до здимання. Зменшує обсяг проведення виро-бок і втрати вугілля (відсутні між’ярусні цілики). 
Способи (в) і (г) поліпшують умови провітрювання підготовчих вибоїв, а в способі (г) порода від проведення штреків залишається в шахті. 
Істотний недолік цих способів – вентиляційний штрек для підготовлюючого стовпа підпадає під вплив опорного тиску працюючої лави, приводячи до його деформації. Тому ці способи доцільно застосовувати на пластах, що залягають на неве-ликій глибині і мають стійкі бокові породи. 
Комбінований спосіб підготовки стовпів (д) включає проведення штреків у масиві, спареними (два середніх) та впритул до виробленого простору. Основні його переваги: можливість одночасної роботи двох лав у крилі панелі; очисні і підготовчі роботи проводяться в різних крилах без взаємних перешкод; добрі умови підтримання всіх штреків. У зв’язку з останнім спосіб може застосовуватися і на значній глибині при менш стійких породах пологих пластів.